# المنت سلوشنز
المنت سلوشنز (انگلیسی: Element Solutions) شرکت صنایع شیمیایی آمریکایی است، که در سال ۲۰۱۳ توسط مارتین فرانکلین تأسیس شد.